# Nikolait
Der Begriff Nikolaiten bezeichnete ursprünglich die Anhänger einer als häretisch beurteilten Gruppierung des frühen Christentums, die im Ruf stand, sexuelle Freizügigkeit zu fördern und die Teilnahme an Götzenopfern zu dulden. In der Zeit des mittelalterlichen Investiturstreits wurde davon abgeleitet ein Kleriker, der den Zölibat nicht hielt, abwertend als Nikolait bezeichnet.

## Neues Testament und Kirchenväter
Im Neuen Testament sind die Nikolaiten in Offb 2,6  und Offb 2,15  erwähnt. Als Urheber der Bewegung wird traditionell der in der Apostelgeschichte 6,5  erwähnte Diakon Nikolaus angenommen.
Einige der frühen Kirchenschriftsteller, darunter der Kirchenvater Irenäus und Theodoret, erwähnen die Nikolaiten. Irenäus beschreibt kurz, dass sie ein zügelloses Leben führten und ihnen der Ehebruch und die Teilnahme an heidnischen Opfern nichts bedeute.  Auch Victorinus von Poetovio, der Verfasser eines der ältesten Kommentare der Offenbarung des Johannes (um 260 n. Chr.) berichtet, dass sie Fleisch von Götzenopfern äßen, nachdem dieses durch einen Exorzismus gereinigt worden war und Unzucht nach einem 8-tägigen Ausschluss aus der Gemeinschaft gesühnt wird. Die Irrlehre bestand darin, Christen die Teilnahme an den heidnischen Opfermahlzeiten und Unzucht zu ermöglichen und dies als Ausdruck „christlicher Freiheit“ zu sehen.
Hippolyt von Rom, der sich auf Irenäus stütze, glaubte, dass der in der Apostelgeschichte erwähnte Diakon Nikolaus Urheber der Häresie gewesen sei. Clemens von Alexandria entlastet den Diakon Nikolaus von der Anschuldigung, Verfechter der Promiskuität zu sein, welche die Gruppe angeblich als Ideal von ihm übernommen haben soll, und stellte die Behauptung als eine böswillige Verzerrung dar. Eusebius schrieb, die Sekte habe nur kurze Zeit bestanden. Der Kirchenlehrer Thomas von Aquin führte später aus, die Nikolaiten hätten entweder die Polygamie oder das Konkubinat unterstützt.

## Mittelalter
Im Mittelalter wurden nichtzölibatär lebende Priester Nikolaiten genannt. Humbert von Silva Candida prägte diese polemische Bezeichnung für verheiratete Kleriker. Den Kampf gegen Nikolaitismus führten insbesondere Papst Leo IX. und Papst Alexander II.